# Fiona Bourke
Fiona Bourke, née le 16 octobre 1988, est une rameuse néo-zélandaise.

## Biographie
Elle remporte l'or en deux de couple avec Zoe Stevenson aux championnats du monde d'aviron 2014. Elle remplace Emma Twigg qui passe son FIFA Master (en) dans le skiff pour l'année 2015 afin de qualifier le bateau pour les Jeux olympiques de 2016. Cependant, il n'y arrive pas. Elle décide de revenir pour l'année 2016 dans le quatre de couple. Cependant, en raison de ses performances, elle manque les jeux olympiques.

## Résultats

### Jeux olympiques
| Épreuve / Édition | Épreuve / Édition | Londres 2012 |
| ----------------- | ----------------- | ------------ |
| Quatre de couple  | Quatre de couple  | 7e           |

### Championnats du monde
| Épreuve / Édition | Épreuve / Édition | Karapiro 2010 | Bled 2011 | Chungju 2013 | Amsterdam 2014 | Aiguebelette 2015 |
| ----------------- | ----------------- | ------------- | --------- | ------------ | -------------- | ----------------- |
| Quatre de couple  | Quatre de couple  | 6e            | 3e        | -            | -              | -                 |
| Deux de couple    | Deux de couple    | -             | -         | 2e           | 1re            | -                 |
| Skiff             | Skiff             | -             | -         | -            | -              | 16e               |

### Championnat du monde U23 d'Aviron
| Épreuve / Édition | Épreuve / Édition | Brest 2010 |
| ----------------- | ----------------- | ---------- |
| Huit (W8+)        | Huit (W8+)        | 2e         |